# Echostar 21
EchoStar 21 (EchoStar T2, или TerreStar 2, или ЭкоСтар-21) — геостационарный спутник связи, изготовленный компанией SSL, предназначенный для оказания услуг связи на территории Европы. Шестой спутник в орбитальной группировке EchoStar, запущенный с помощью ракеты-носителя «Протон»
.

## Запуск на орбиту
Первоначально запуск «Протона» с Echostar-21 должен был состояться в I квартале 2016 года, потом был назначен на конец июня, а затем — на 29 августа, потом на 10 октября, после на 28 декабря 2016 года и 31 января 2017. Запущен 8 июня 2017 года в 06:45 по Мск .